# Tim Oldenburg
Tim Oldenburg (* 16. Juni 1992 in Usingen) ist ein deutscher Basketballspieler.
Oldenburg wurde ab 2010 mit einer Doppellizenz bei den Skyliners Frankfurt und der ProB ausgestattet. Zuvor spielte der Power Forward bei TSG Usingen, Gymnasion Oberursel und Eintracht Frankfurt. In der Spielzeit 2012/2013 kam er erstmals bei einem Spiel der Basketball-Bundesliga zum Einsatz. 2016 gewann er mit Frankfurt den FIBA Europe Cup.